# Ibrahim Biro
Ibrahim Biro (Kurdisch: Îbrahim Bîro, Arabisch: إبراهيم برو, DMG Ibrāhīm Birū; geboren am 7. Juli 1965 in Amude, Provinz Hasaka) ist ein syrisch-kurdischer Politiker. Er war von März 2013 bis Ende Dezember 2018 Vorsitzender der Kurdischen Einheitspartei in Syrien und von 2015 bis 2017 Präsident des kurdischen Nationalrates in Syrien.

## Leben
Biro erhielt sein Abitur am städtischen Gymnasium und studierte ab 1985 am Intermediate Institute of Railways in Aleppo. Ein Jahr nach seinem erfolgreichen Abschluss war er Beamter bei der Syrian Railways Corporation.
Syrische Sicherheitskräfte verhafteten Biro 1993 in der Stadt Amude in der Provinz Hasaka aufgrund seiner politischen Arbeit. 2009 wurde er erneut von den syrischen Sicherheitskräften festgenommen und zu acht Monaten Gefängnis verurteilt. Im März 2011 verhafteten syrische Sicherheitskräfte Biro wegen seiner Teilnahme an antisyrischen Demonstrationen. Er wurde zu elf Monaten Gefängnis verurteilt und im März 2012 freigelassen. Er war 1982 Mitglied der „Kurdischen Alshegile“ in Syrien.
Auf dem 7. Kongress Mitte März 2013 wurde er zum Sekretär der Yekiti-Partei Kurdistans in Syrien für die Zeit bis zum 8. Parteitag am 23. Dezember 2018 gewählt. 2015 wurde er zum Präsidenten des Kurdischen Nationalrats in Syrien gewählt und war bis zum 11. Dezember 2017 im Amt.

## Entführung und Exil
Biro wurde am 13. August 2016 von asayischen Streitkräften der Partiya Yekîtiya Demokrat (PYD), einem syrischen Ableger der PKK, auf dem Markt der Stadt Qamischli entführt und an einen unbekannten Ort gebracht.